# Jednostka ewidencyjna
Jednostka ewidencyjna – jednostka powierzchniowa podziału kraju dla celów ewidencji gruntów i budynków (katastru nieruchomości).
Według rozporządzenia w sprawie ewidencji gruntów i budynków jednostkę ewidencyjną stanowi obszar gruntów położonych w granicach administracyjnych gminy, a w przypadku gdy w skład gminy wchodzi miejscowość o statusie miasta – również w granicach administracyjnych miasta. Oznacza to, że w gminach miejsko-wiejskich odrębnymi jednostkami ewidencyjnymi są obszar wiejski gminy oraz obszar miasta.
W miastach, w których utworzone zostały dzielnice, jako jednostki pomocnicze gminy, jednostką ewidencyjną może być obszar dzielnicy lub kilku sąsiadujących ze sobą dzielnic (np. gmina miejska Kraków dzieli się na cztery jednostki ewidencyjne: Śródmieście, Podgórze, Krowodrza, Nowa Huta).
Jednostkę ewidencyjną określa nazwa własna oraz identyfikator krajowego rejestru urzędowego podziału terytorialnego kraju (TERYT), prowadzonego na podstawie przepisów o statystyce publicznej.
Identyfikator jednostki ewidencyjnej przyjmuje postać: WWPPGG_R, gdzie:
- WW – kod województwa,
- PP – kod powiatu w województwie,
- GG – kod gminy w powiecie,
- R – jedna z cyfr: 1, 2, 3, 4, 5, 8, 9 określająca typ gminy (TERC10).

(np. identyfikator 041906_4 określa jednostkę ewidencyjną Żnin-miasto położoną w gminie miejsko-wiejskiej Żnin, powiat żniński, województwo kujawsko-pomorskie).
Dla celów związanych z techniką zakładania i prowadzenia ewidencji gruntów i budynków obszar jednostki ewidencyjnej dzieli się na obręby ewidencyjne.